# Langues amami-okinawaïennes
Les langues amami-okinawaïennes (aussi appelées langues ryūkyū du Nord) forment une subdivision des langues ryūkyū, lesquelles font partie des langues japoniques.

## Classification
Bien que ce groupe soit reconnu par la majorité des linguistes, sa structure interne ne fait pas consensus,.
Les classifications suivantes sont classées par ordre chronologique de création, à part celle d'Ethnologue.

### Classification selon Shibata
Shibata (1972) classe les langues amami-okinawa comme ceci :
- Langues amami-okinawa
  - Kikaï
  - Ōshima
    - Ōshima du Nord
    - Ōshima du Sud

  - Tokunoshima
  - Okinoerabu
    - Okinoerabu de l'Ouest
    - Okinoerabu de l'Est

  - Yoron
  - Okinawa du Nord
  - Okinawa du Sud

### Classification selon Thorpe
Thorpe (1983) classe les langues amami-okinawa comme ceci :
- Langues amami-okinawa
  - Langues amami du Nord
    - Kikaï
    - Ōshima du Sud
    - Ōshima du Nord
    - Tokunoshima

  - Langues amami du Sud-Okinawa du Nord
    - Yoron
    - Okinoerabu
    - Okinawa du Nord
    - Motobu
    - Iejima
    - Iheya
    - Izena
    - Kudaka

  - Langues okinawa centro-méridionales
    - Okinawa central
    - 
      - Kume
      - Aguni
      - Kerama

    - Okinawa du Sud

Cette classification est critiquée par Thomas Pellard car elle « n’est pas argumentée de manière détaillée et explicite,
alors qu’elle se démarque fortement des autres hypothèses existantes »,.

### Classification selon Hirayama
Hirayama (1992-1994) classe les langues ryūkyū du Nord comme ceci :
- Langues ryūkyū du Nord
  - Langues amami
    - Kikaï
    - Ōshima, Tokunoshima
    - Okinoerabu
    - Yoron

  - Langues okinawa
    - Okinawa du Nord
    - Okinawa centro-méridional
    - Iejima
    - Kudaka
    - Daïtō

### Classification selon Karimata
Karimata (1999) classe les langues ryūkyū du Nord comme ceci :
- Langues ryūkyū du Nord
  - Amami, Tokunoshima
  - Okinoerabu, Yoron, Okinawa du Nord
  - Okinawa centro-méridional

Cette classification sera reprise plus tard par Sean Kim (2020)  :
- Langues ryūkyū septentrionales
  - Langues amami
    - Amami
    - Kikaï
    - Tokunoshima

  - Langues kunigami
    - Kunigami
    - Yoron
    - Okinoerabu

  - Okinawaïen

### Classification selon Pellard
Pellard (2009, 2015) classe les langues ryūkyū septentrionales comme ceci, :
- Langues ryūkyū septentrionales
  - Langues amami
    - 
      - 
        - Okinoerabu
        - Tokunoshima

      - Ōshima

    - Yoron

  - Langues okinawa
    - Okinawa du Nord
    - Okinawa du Sud

Bien qu'il reconnaisse le groupe ryūkyū septentrional, il estime que la place des groupes okinawa et amami nécessitent plus de recherches.

### Classification selon Vovin
Vovin (2014) classe les langues ryūkyū septentrionales comme ceci :
- Langues ryūkyū septentrionales
  - Amami-yanbaru
  - Vieil okinawaïen
    - Moyen okinawaïen
      - Okinawaïen centro-méridional

### Classification selon Robbeets
Robbeets (2020) classe les langues ryūkyū septentrionales comme ceci :
- Langues ryūkyū septentrionales
  - Amami
  - Okinawa

### Classification selon Ethnologue
Ethnologue classe les langues amami-okinawa comme ceci :
- Langues amami-okinawa
  - Langues amami-okinawa septentrionales
    - Amami du Nord
    - Amami du Sud
    - Kikaï
    - Toku-no-shima

  - Langues amami-okinawa méridionales
    - Kunigami
    - Oki-no-erabu
    - Okinawaïen central
    - Yoron